# Streuvelsroute

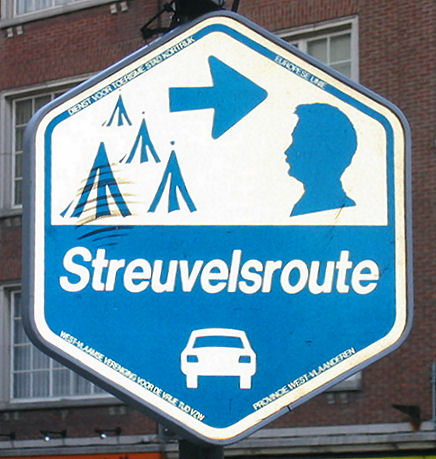

De Streuvelsroute is een toeristische autoroute in Vlaanderen die werd genoemd naar Stijn Streuvels. De route is bewegwijzerd met zeshoelige blauwwitte borden en is 66 kilometer lang. De Streuvelsroute doet Kortrijk, Kuurne, Harelbeke, Deerlijk, Anzegem en Avelgem aan.